# Ромош
Ромош — село в Україні, у Шептицькому районі Львівської області. Населення становить 113 осіб. 

## Назва
У 1989 році назву села Ромаш було змінено на одну літеру.

## Історія
1962 року археологічна експедиція інституту археології ВУАН на чолі з професором Ларисою Крушельницькою на території села Ромош проводили розкопки та дослідження поселення висоцької культури.